# Église Saint-Rémi de Séchault
L'église Saint-Rémi est une église située à Séchault, en France.

## Description
Cette modeste église de campagne est encore entourée de son cimetière. Un petit clocher s'élève au-dessus du transept. La nef a un bas-côté au sud uniquement. L’intérieur est plafonné. Les chapiteaux des arcades sont ornés de feuillages et de personnages grotesques. L'autel, datant de la fin du XVIIIe siècle, est en bois.

## Localisation
L'église est située sur la commune de Séchault, dans le département français des Ardennes.

## Historique
L'église a été construite au XVe siècle, la précédente ayant été détruite. L'édifice est inscrit au titre des monuments historiques en 1926.